# Bačevci, Valjevo
Bačevci (izvirno srbsko Бачевци) je naselje v Srbiji, ki upravno spada pod Mesto Valjevo; slednja pa je del Kolubarskega upravnega okraja.
- Bačevci - panorama
- Bačevci - panorama
- Bačevci - panorama
- Bačevci - panorama
- Bačevci - panorama
- Bačevci - panorama
- Bačevci - panorama
- Bačevci - panorama
- Bačevci - panorama
- Bačevci - panorama
- Bačevci - panorama
- Bačevci - panorama

## Demografija
V naselju živi 436 polnoletnih prebivalcev, pri čemer je njihova povprečna starost 47,2 let (46,8 pri moških in 47,6 pri ženskah). Naselje ima 174 gospodinjstev, pri čemer je povprečno število članov na gospodinjstvo 2,90.
To naselje je popolnoma srbsko (glede na rezultate popisa iz leta 2002), a v času zadnjih treh popisov je opazno zmanjšanje števila prebivalcev.
|  |

| Demografija | Demografija     | Demografija     |
| Leto        | Št. prebivalcev | Št. prebivalcev |
| ----------- | --------------- | --------------- |
|             |                 |                 |
|             |                 |                 |
|             |                 |                 |
|             |                 |                 |
| 1948        | 1205            |                 |
| 1953        | 1207            |                 |
| 1961        | 1074            |                 |
| 1971        | 902             |                 |
| 1981        | 748             |                 |
| 1991        | 589             | 588             |
| 2002        | 506             | 505             |
|             |                 |                 |

| Etnična sestava po popisu iz leta 2002 | Etnična sestava po popisu iz leta 2002 | Etnična sestava po popisu iz leta 2002 | Etnična sestava po popisu iz leta 2002 | Etnična sestava po popisu iz leta 2002 |
| -------------------------------------- | -------------------------------------- | -------------------------------------- | -------------------------------------- | -------------------------------------- |
| Srbi                                   | Srbi                                   |                                        | 505                                    | 100,0%                                 |
| Neznano                                | Neznano                                |                                        | 0                                      | 0,0%                                   |